# Ministre en chef de Sainte-Hélène
Le ministre en chef de Sainte-Hélène (en anglais : Chief Minister of Saint Helena) est le chef du gouvernement local de Sainte-Hélène, principale composante du territoire britannique d'outre-mer de Sainte-Hélène, Ascension et Tristan da Cunha. 
Le ministre en chef est choisi par le Conseil législatif et formellement nommé par le gouverneur. Chef du gouvernement de l'île, il nomme quatre ministres parmi les membres du Conseil législatif, sur le modèle d'un système parlementaire classique. Ensemble, ils constituent le Conseil exécutif de l'île dont sont également membres le gouverneur, qui le préside, et le procureur général, membre de droit,.
La création du poste en 2021 fait suite aux résultats du référendum organisé en mars de la même année. Le 25 octobre suivant, Julie Thomas devient la première titulaire de la fonction, à la suite des législatives organisées 12 jours plus tôt.

## Liste des titulaires
| No | Portrait     | Titulaire    | Élection | Mandat          | Mandat   | Mandat                    |
| No | Portrait     | Titulaire    | Élection | Début           | Fin      | Durée                     |
| -- | ------------ | ------------ | -------- | --------------- | -------- | ------------------------- |
| 1  | Julie Thomas | Julie Thomas | 2021     | 25 octobre 2021 | en cours | 3 ans, 7 mois et 27 jours |